# Quenquenés
Quenquenés (Djer) foi o sucessor de Hor-Aha (este identificado pelo nome Atótis em Mâneto) como faraó da I dinastia. É considerado o terceiro faraó por aqueles que tomam Narmer como o primeiro faraó e Hor-Aha como o segundo. Alternativamente, é considerado o segundo faraó pelos que colocam Narmer como o último faraó da Dinastia 0 e Hor-Aha como o primeiro. Quenquenés é o nome atribuído ao terceiro rei do Egito Antigo pelo historiador Mâneto e a identificação entre ele e Djer não é totalmente estabelecida. Djer teria governado por volta de 3.000 a.C.
Ele é listado numa impressão de selo descoberta em Umel Caabe em 1985 que apresenta os nomes de seis faraós: Narmer, Aha, Djer, Djet, Den e Merneith.
Se Narmer for tomado como o último rei da Dinastia 0, a identificação com a lista de Mâneto coloca Hor-Aha como Menés, o primeiro faraó na lista, e Djer como Atótis.
Contudo, sua posição como terceiro faraó é atestada na impressão de selo descoberta em Umel Caabe em 1985.

## Nome e identificação
Djer é o nome de Hórus, presente na Pedra dos Anais do Cairo, que identifica a mesma pessoa por um segundo nome "Iti". Hórus Djer significa "Hórus que socorre". Tanto a Lista Real de Abidos como a Lista Real de Turim nomeiam o terceiro faraó como Iti, nome associado a Djer na Pedra dos Anais do Cairo.
Na lista de faraós fornecida por Mâneto, o terceiro faraó é chamado Quenquenés. Embora a obra de Mâneto não tenha sobrevivido, trechos dela foram copiados e citados por autores posteriores. No Fr. 6, fornecido por Jorge Sincelo (séculos VIII-IX d.C.) e copiado de Sexto Júlio Africano (séculos II-III d.C.), diz-se que Quenquenés, filho de Atótis, governou por 31 anos. Já no Fr. 7(a), excerto copiado de Eusébio de Cesareia (séculos III-IV d.C.), diz-se que Quenquenés, filho de Atótis, governou por 39 anos. No Fr. 7(b), que provém de uma versão em armênio da obra de Eusébio de Cesareia, encontra-se a mesma informação fornecida pelo Fr. 7(a).
Embora os nomes Djer, Iti e Quenquenés sejam dados como os nomes do terceiro faraó da Primeira Dinastia, a identificação entre eles não é segura. Enquanto a identificação entre Djer e Iti seja corroborada pela Pedra dos Anais do Cairo, a correspondência entre Djer/Iti e Quenquenés não é totalmente aceita, atualmente preferindo-se, por parte dos egiptólogos, usar os nomes fornecidos pelas fontes arqueológicas em detrimento da lista de Mâneto.

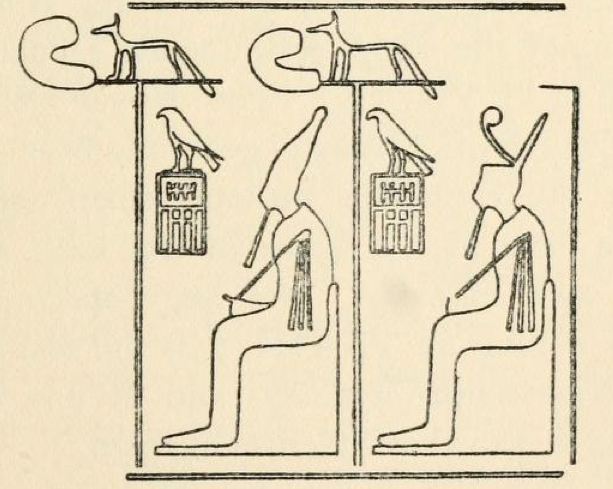
Impressão de selo cilíndrico contendo o sereque de Djer e faraó usando as coroas do Alto e do Baixo Egito.

## Duração do reinado
Embora o tempo de reinado varie nos excertos da obra de Mâneto entre 31 anos (Fr. 6) e 39 anos (Fr. 7a e 7b), Toby Wilkinson estima o número de 41 anos para o reinado de Djer com base nas listas reais. Os primeiros 10 anos de seu reinado estão preservados no registro II da Pedra de Palermo, enquanto os anos centrais se encontam no registro II do Fragmento do Cairo, que compõe, junto com a Pedra de Palermo, os Anais Reais do Império Antigo.

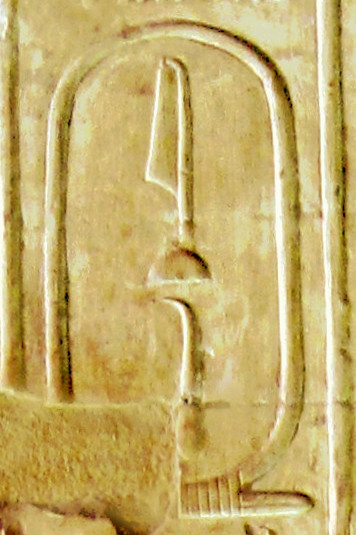
Cartucho com o nome Iti na Lista Real de Abidos.

## Reinado
O registro arqueológico que atesta a vida e o reinado de Djer compreende:
- Tumba em Umel Caabe, Abidos;
- Impressões em selos das sepulturas 2185 e 3471 em Sacará;
- Inscrições nas sepulturas 3505, 3506 e 3535 em Sacará;
- Impressão em selo e inscrições de Heluã (Saad 1947: 165; Saad 1969: 82, pl. 94);
- Vaso de Turah com o nome de Djer (Kaiser 1964: 103, fig.3);
- UC 16182 tablete de marfim de Abidos, na tumba subsidiaria 612 no recinto de Djer (Petrie 1925: pl. II.8; XII.1);
- UC 16172 enxó de cobre com o nome de Djer (tumba 461 em Abidos, Petrie 1925: Pl. III. 1. IV. 8);
- Inscrição de seu nome (de autenticidade questionável) de Uádi Halfa, Sudão.[14]

As inscrições, em marfim e madeira estão em uma forma muito precoce de hieróglifos, dificultando a tradução completa, mas um selo de Sacará pode descrever o início da prática de sacrifícios humanos do Antigo Império. Um tablete de marfim de Abidos menciona que Djer visitou Buto e Saís no Delta do Nilo. Um dos seus anos de reinado na Pedra do Cairo foi nomeado "Ano de ferir a terra de Setjet", que muitas vezes é especulada ser o Sinai ou além. Informações obtidas na Pedra de Palermo assim como registros materiais (cobre e turquesa) mostram que houve certa atividade militar no Sinai e, possivelmente, na Palestina.
As inscrições provam que foi introduzida por Djer a tradição de comemorar, a cada dois anos, a Escolta de Hórus. Djer fundou o Domínio Real Semer-netjeru ("Excelência dos deuses") e a nova Residência Real Hor-sechentj-dju ("Hórus sobe acima das montanhas"). Dirigida, tornou-se a residência do alto funcionário Amka.
Com base no calendário egípcio, Djer faleceu no 7. Peret III. O reinado de seu sucessor Uenefés começou em 22. Peret IV.

## Família
Djer foi filho do faraó Hor-Aha e, segundo o fragmento da Pedra dos Anais do Cairo, sua mãe foi Quentape. É possível que os restos mortais de uma mulher cujo nome não se conhece, mas que foram encontrados em sua tumba, pertençam a sua esposa. Uma mulher chamada Herneith, possivelmente enterrada em Sacara, na tumba S3507, pode também ter sido sua esposa, dada a presença do nome de Djer em itens provenientes da tumba. Como filho de Hor-Aha, seu avô teria sido Narmer e sua avó, Neitotepe. Possivelmente foi o pai da rainha Meritneith e do rei Uenefés.
Mulheres com títulos mais tarde associados com as rainhas foram sepultadas nas tumbas subsidiárias de Djer em Abidos ou atestadas em Sacará. Estas mulheres são pensadas serem as esposas de Djer e incluem:
- Naqueteneite (ou Nakhtneith), sepultada num dos enterramentos subsidiários em Abidos[22] e conhecida de uma estela.[2]
- Herneith, sepultada em Sacará.[22]
- Sexemeteca, sepultada em Abidos próxima do rei.[23] Ela foi dita como sendo a esposa de Usafedo em Dodson e Hilton.[24]
- Penebui, seu nome e título foram encontrados em um selo de marfim de Sacará.[2]
- Bsu, conhecida de um selo de Sacará e vários vasos de pedra (leitura do nome é incerta; nome consiste em três peixes hieróglifos).[2]

## Tumba

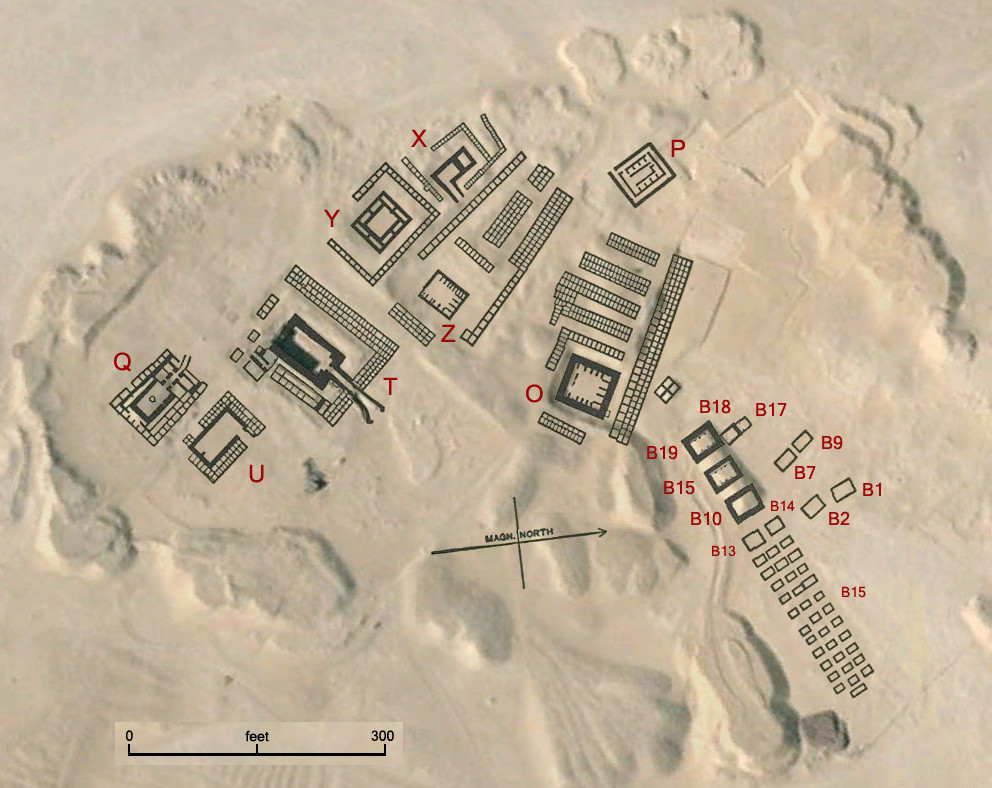
O complexo funerário do faraó Djer é identificado pela letra O.

Sua tumba, como a de seus antecessores, está localizada em Umel Caabe, na necrópole de Abidos, no Alto Egito. Ela foi escavada por Émile Amélineau durante a década de 1890 e posteriormente re-escavada por Flinders Petrie, que a designou Tumba O. Seu complexo funerário é o maior dos encontrados no cemitério em Abidos, datados do início do período dinástico, cobrindo uma área de 70m X 40m. Ele contém os restos de 318 enterramentos subsidiários, sendo o maior em número. A evidência arqueológica parece indicar que essas pessoas, possivelmente de alto estatuto, tenham sido mortas para acompanhar o faraó em seu pós-vida, sendo o sacrifício a hipótese mais plausível.
Em sua tumba foi encontrado um par de estelas com seu nome. Petrie havia encontrado os restos de um braço adornado com braceletes envolto em tecido. Embora os braceletes se encontrem no Museu Egípcio do Cairo, o braço foi perdido. Eles contêm contas de turquesa, ametista, lápis lazúli e ouro, e em um deles as contas têm a forma do sereque de Djer. Foram também encontradas centenas de pontas de flechas.
O complexo tumular de Djer é o mais antigo a conter cerâmica importada da região do Levante.
Vários objetos foram encontrados no interior e no entorno de sua tumba:
- Um par de estelas com o sereque de Hórus Djer, agora no Museu do Cairo;
- Vedações de um rei chamado Khent;
- Selos mencionando o nome de um palácio e o nome de Meritneith;
- Fragmentos de dois vasos inscritos com o nome da rainha Neitotepe;
- Braceletes de uma rainha foram encontrados na parede da tumba.

Foram encontradas nas tumbas subsidiárias:
- Estelas de vários indivíduos;
- Objetos de marfim com o nome de Neitotepe;
- Tabletes de marfim.

Na XVIII dinastia, a tumba de Djer foi reverenciada como a tumba do deus Osíris, e o complexo fúnebre da I dinastia, que inclui a tumba de Djer, foi muito importante na tradição religiosa egípcia.
Manetão indica que a I dinastia governou de Mênfis – e de fato, Herneite, uma das esposas de Quenquenés, foi sepultada próxima de Sacará. Manetão também afirmou que Atótis, que é as vezes identificado como Quenquenés, escreveu um tratado de anatomia que ainda existia em seu tempo, mais de dois milênios depois.